# Šmarje pri Jelšah
Šmarje pri Jelšah je naselje i središte istoimene općine u Sloveniji. Šmarje pri Jelšah se nalazi u pokrajini Štajerskoj i statističkoj regiji Savinjskoj. 

## Stanovništvo
Prema popisu stanovništva iz 2002. godine naselje je imalo 160 stanovnika.